# 何友 (1956年)
何友（1956年10月19日—），男，汉族，吉林磐石人，中华人民共和国信息融合专家，中国人民解放军海军少将，中国工程院院士，第十二届全国政协委员。